# Primo impeachment di Donald Trump

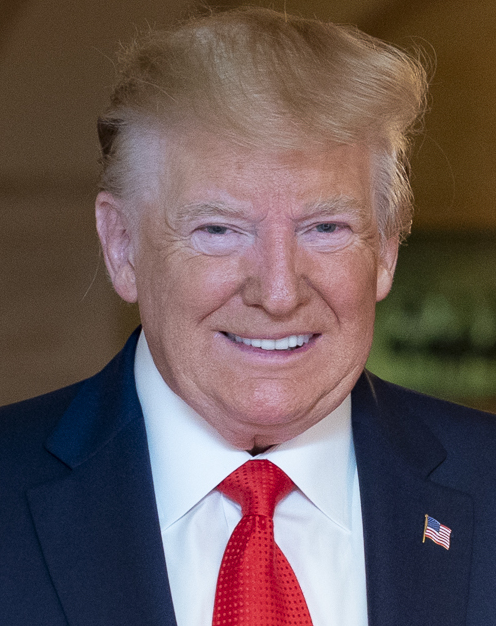
Il presidente Donald Trump

Una procedura di impeachment contro Donald Trump, 45º presidente degli Stati Uniti, è stata avviata il 18 dicembre 2019 dalla presidente della Camera dei rappresentanti degli Stati Uniti Nancy Pelosi. La procedura ha preso avvio dopo che un informatore ha dichiarato che il presidente Trump e altri funzionari del governo avrebbero fatto pressioni su alcuni leader di nazioni straniere, in particolare l'Ucraina, utilizzando gli strumenti della politica estera statunitense – tra cui la sospensione degli aiuti militari all’Ucraina – come arma di ricatto per spingere il governo ucraino a danneggiare un suo avversario politico, avviando nei rispettivi paesi indagini rivolte contro l'ex vicepresidente degli Stati Uniti e candidato democratico alle elezioni presidenziali del 2020 Joe Biden e suo figlio Hunter. Tali azioni sarebbero un abuso di potere della presidenza per favorire gli interessi personali e politici di Trump.
Trump è stato accusato da John Bolton di aver trattenuto gli aiuti militari per fare pressioni sul presidente ucraino Volodymyr Zelens'kyj per avviare un'indagine sulla corruzione nei confronti di Biden e di suo figlio Hunter, questione più volte smentita dallo stesso Zelens'kyj.

## Accuse di pressione sul governo ucraino
Le accuse contro Trump sono state successivamente confermate dal principale inviato diplomatico statunitense in Ucraina William Taylor Jr., da Laura Cooper (principale funzionario del Pentagono incaricato di sovrintendere alla politica statunitense in Ucraina), dal funzionario della Casa Bianca Fiona Hill, almeno altri sei funzionari della Casa Bianca e da molti altri testimoni. William Taylor Jr., all'epoca chargé d'affaires degli Stati Uniti in Ucraina, ha dichiarato in una testimonianza di aver scoperto, nel giugno 2019, che il presidente ucraino era soggetto a continue richieste da parte di Giuliani di aprire indagini sulla Burisma, dietro minaccia di interrompere gli aiuti finanziari e la vendita di armi. Secondo numerosi analisti politici e giornalisti, lo scopo di questa operazione sarebbe stato quello di favorire la campagna elettorale per la rielezione di Donald Trump (Biden è infatti considerato il principale avversario di Trump per l'elezione alla presidenza), promettendo in cambio la concessione di aiuti economici e finanziari.
Le accuse rivolte a Trump e alla sua amministrazione (nell'ambito della procedura di impeachment) riguardano anche azioni che si sono svolte nei pochi giorni successivi alle rivelazioni del whistleblower.
Il primo whistleblower ha presentato la sua denuncia scritta al Congresso il 25 settembre 2019, poi resa pubblica il giorno successivo. Un secondo whistleblower si è fatto avanti il 5 ottobre 2019, dichiarando di avere conoscenza diretta di un colloquio telefonico, avvenuto il 25 luglio 2019, tra il presidente Trump e il presidente ucraino Volodymyr Zelens'kyj. Anche la stessa amministrazione in carica ha ammesso, in un memorandum sul colloquio avvenuto tra Trump e Zelens'kyj, che il primo ha chiesto di "indagare" su Biden. Trump e il suo avvocato Giuliani sono accusati di aver effettuato pressioni nei confronti del governo ucraino per mettere sotto inchiesta Biden e suo figlio fin dal maggio 2019. Il 18 luglio 2019, attraverso il suo capo dello staff Mick Mulvaney, Trump ha ordinato alla sua amministrazione di bloccare gli aiuti militari per l'Ucraina (aiuti che però sono obbligatori per il fatto di essere stati approvati dal Congresso). Una settimana dopo, durante la telefonata del 25 luglio 2019, lo stesso Trump ha compiuto pressioni dirette a Zelens'kyj per aprire indagini nei confronti di Biden. La denuncia del whistleblower sostiene che le azioni di Trump erano "così evidentemente vergognose" che diversi funzionari della Casa Bianca hanno immediatamente tentato di nascondere il contenuto della telefonata, tentando alcune procedure per trasferire detto contenuto in alcuni server top secret a cui hanno accesso pochissime persone. Il trasferimento delle trascrizioni di queste telefonate sembrerebbe non essere stato un tentativo isolato, dato che funzionari dell'amministrazione in carica hanno già proceduto a tali trasferimenti per quanto riguarda il contenuto di telefonate con altri leader mondiali, a seguito di alcune fughe di notizie avvenute nel 2017.

## Posizione ufficiale della Casa Bianca
La posizione ufficiale della Casa Bianca riguardo alla procedura di impeachment nei confronti di Trump è quella di un netto rifiuto a collaborare con le indagini. In una lettera inviata dal consigliere di Trump Pat Cipollone, la Casa Bianca sostiene che la procedura di impeachment ha preso le mosse da una votazione alla Camera dei Rappresentanti con una maggioranza piuttosto risicata e che le testimonianze finora raccolte sono state effettuate a porte chiuse. In difesa dell'operato di Trump, l'inviato diplomatico Bill Taylor ha dichiarato che il blocco degli aiuti statunitensi all'Ucraina e la telefonata tra Trump e Zelens'kyj sono da mettere in relazione con l'intenzione da parte dello stesso presidente ucraino di voler mettere sotto inchiesta Biden e suo figlio e con delle presunte influenze di provenienza ucraina avvenute in occasione delle elezioni presidenziali americane del 2016, ribaltando quindi l'accusa rivolta nei confronti di Trump e della sua amministrazione. Ma Alexander Vindman, a capo degli settore Affari Europei presso il National Security Council, ha dichiarato di aver lui stesso ascoltato la telefonata Trump-Zelens'kyj e di aver detto ad un consigliere legale della Casa Bianca di essere preoccupato per le dichiarazioni del presidente.
Il 31 ottobre 2019 la Camera dei Rappresentanti (con 232 voti a favore e 196 voti contrari) ha votato un provvedimento per stabilire le procedure da seguire nelle future udienze pubbliche.

## Il contesto

### Precedenti tentativi diimpeachment
In precedenza vi erano già stati tentativi di promuovere un impeachment nei confronti di Trump portati avanti da diversi gruppi e persone, e già se ne parlava ben prima dell'inizio della presidenza Trump. Il primo tentativo ufficiale venne promosso dai deputati Al Green e Brad Sherman (entrambi del Partito Democratico) nel 2017, il primo anno della presidenza di Donald Trump. Il tentativo è però fallito nel dicembre 2017, quando la Camera dei Rappresentanti, allora controllata da una maggioranza del Partito Repubblicano, rigettò la risoluzione dei due deputati (58 voti a favore dell'impeachment e 364 voti contrari).
Con le elezioni generali del 2018 il Partito Democratico è però riuscito a conquistare la maggioranza nella Camera dei Rappresentanti e da quel momento ha promosso una serie di indagini sulle azioni di Trump e sui suoi finanziamenti. Il 17 gennaio 2019 Trump è stato accusato di aver ordinato a Michael Cohen (suo avvocato personale da lungo tempo) di mentire sotto giuramento riguardo alle relazioni tra Trump e il governo russo nell'ambito del progetto di costruzione di una Trump Tower a Mosca. La notizia ha scatenato numerose reazioni che richiedevano le dimissioni o l'avvio di una procedura di impeachment nei confronti di Trump.
A seguito delle indagini da lui condotte riguardo alle interferenze russe durante le elezioni presidenziali del 2016, il procuratore speciale Robert Mueller ha pubblicato un rapporto conclusivo nel quale non si esclude che Donald Trump abbia effettivamente compiuto il reato di intralcio alla giustizia. Nello stesso rapporto, Muller sosteneva che doveva essere il Congresso a dover stabilire se Trump avesse o meno commesso qualche reato. La reazione di diversi membri del Congresso è stata quindi quella di richiedere l'inizio di una procedura di impeachment. Nancy Pelosi, speaker democratica alla Camera dei Rappresentanti, inizialmente ha sostenuto una posizione cauta nei confronti di tale decisione. Tuttavia sempre più membri del Partito Democratico, oltre a Justin Amash (ex repubblicano, diventato poi parlamentare indipendente), richiedevano la promozione dell'impeachment.
Fino a settembre 2019 erano state presentate ben quattro risoluzioni presso la Camera dei Rappresentanti intese ad avviare la procedura di impeachment nei confronti di Trump, nessuna delle quali ha ottenuto l'approvazione. Tuttavia a seguito del rapporto di Mueller e alla sua testimonianza al Congresso, il favore all'interno della camera bassa del Congresso per l'impeachment è aumentato sempre più.

### Lo scandalo "Trump-Ucraina"
Agli inizi di ottobre 2019, da fonti ucraine emergono notizie di pressioni subite dal governo ucraino e provenienti da Trump e dal suo avvocato Rudy Giuliani allo scopo di promuovere un'indagine sugli affari di Hunter Biden, figlio del candidato alle presidenziali 2020 Joe Biden e membro del consiglio di amministrazione della Burisma Holdings, società ucraina nel settore oil and gas. A settembre 2019 non sono state prodotte prove evidenti di alcuna condotta illecita compiuta da Hunter Biden o da suo padre. D'altra parte è emerso che già a partire da maggio 2019 Amos Hochstein, ex diplomatico e membro del consiglio di sorveglianza della Naftogaz (che fa parte della Burisma Holdings), mise in allerta il National Security Council di pressioni esercitate sul presidente ucraino Zelens'kyj da parte di Rudy Giuliani e Gordon Sondland tramite due uomini d'affari legati a Giuliani, Lev Parnas e Igor Fruman.

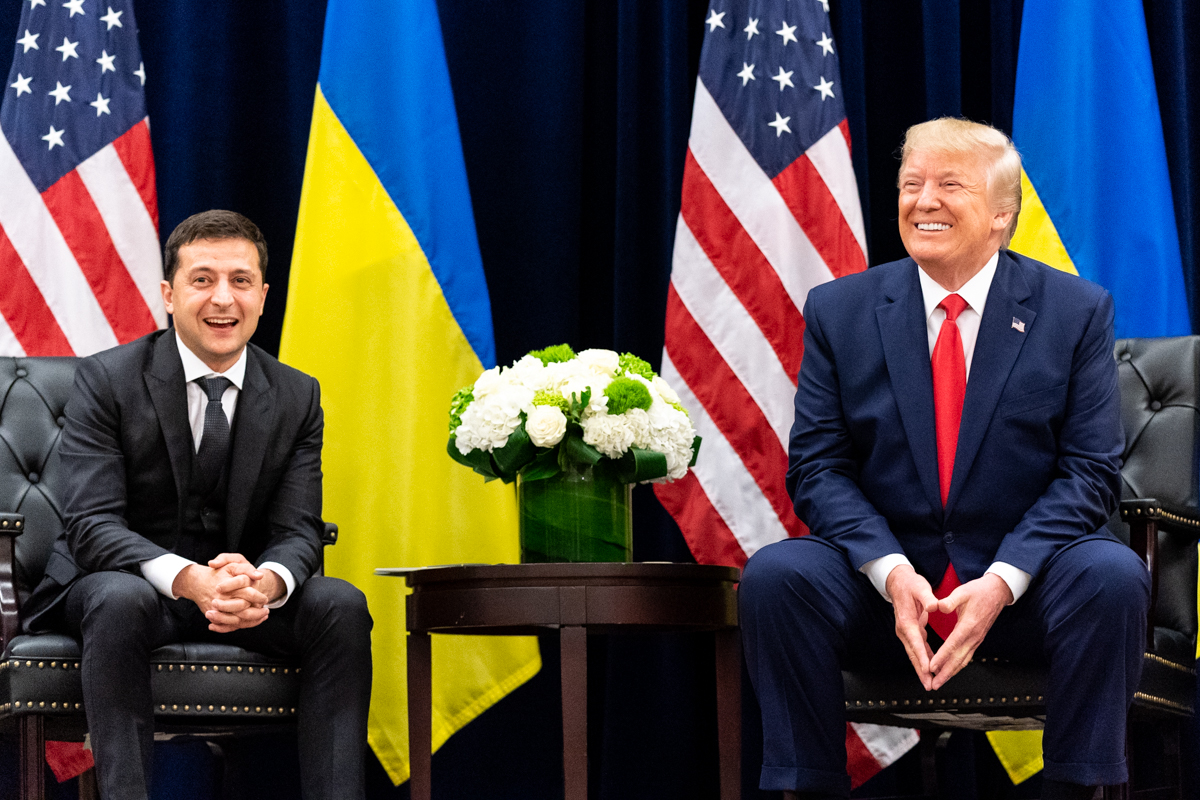
Donald J. Trump e Volodymyr Zelens'kyj in un incontro bilaterale fra USA ed Ucraina a New York, il 25 settembre 2019,

La denuncia presentata dal whistleblower il 25 settembre 2019 fa riferimento ad una telefonata intercorsa tra il presidente Trump e il presidente ucraino Zelens'kyj avvenuta il 25 luglio precedente, nella quale Trump chiese espressamente al suo omologo ucraino di avviare due indagini. La prima si sarebbe dovuta concentrare sulle voci riguardanti un collegamento fra alcuni soggetti ucraini e la società di cibersicurezza statunitense CrowdStrike, accusata di aver influenzato le elezioni presidenziali del 2016 per favorire la principale avversaria di Donald Trump, ovvero Hillary Clinton. Nonostante sia stato assicurato, da parte di numerosi suoi consiglieri, che l'Ucraina non avesse avuto alcun ruolo nelle interferenze elettorali del 2016, Trump ha sempre sostenuto tale tesi, originata da alcuni canali di discussione della piattaforma online 4chan e poi successivamente rilanciati da blog, social media e da Fox News. La seconda indagine richiesta da Trump avrebbe dovuto coinvolgere Joe Biden, ex vicepresidente statunitense e uno dei candidati alle presidenziali del 2020 (quindi futuro probabile avversario di Trump) e gli affari in terra ucraina di suo figlio Hunter Biden. Il successivo 18 luglio 2019, Trump ha bloccato gli aiuti militari destinati all'Ucraina senza fornire spiegazioni, sbloccandoli poi l'11 settembre 2019.

Lo stesso giorno in cui il Congresso rese pubblica la denuncia del whistleblower, la Casa Bianca ha reso noto una trascrizione della stessa telefonata, una mossa che era comunque stata annunciata il giorno precedente. Dalla trascrizione non si evince alcun riferimento al blocco degli aiuti militari da parte di Trump, ma quest'ultimo ripetutamente sottolinea che gli Stati Uniti sono stati "molto, molto buoni" con l'Ucraina. Un giudizio che trova d'accordo anche il presidente ucraino, il quale si spinge a chiedere ulteriori rifornimenti militari agli Stati Uniti. Una richiesta alla quale Trump risponde con "Mi piacerebbe che però voi ci faceste questo favore" menzionando quindi le due indagini richieste alle autorità ucraine.
Le reazioni alla pubblicazione della trascrizione della telefonata insieme alla denuncia del whistleblower hanno fatto deflagrare il caso. Numerosi esponenti del Partito Democratico, fra cui la candidata alle presidenziali 2020 Elizabeth Warren e i senatori Robert Menendez e Chris Murphy, hanno espressamente sostenuto che ciò sarebbe la prova di pressioni (dirette o indirette) al governo ucraino per ottenere un favore personale, ovvero ostacolare un possibile avversario (Joe Biden) alle future elezioni presidenziali del 2020. A ciò si sono aggiunte le dichiarazioni in tal senso i di un ex consigliere del presidente ucraino, Serhiy Leschenko, e di un anonimo parlamentare ucraino, il quale avrebbe affermato che Trump stava "ricattando" il governo ucraino.

#### Rudy Giuliani e i suoi soci d'affari
Risalgono al 2018 le relazioni tra Rudy Giuliani, avvocato personale di Donald Trump, e la coppia Lev Parnas-Igor Fruman. Giuliani assunse i due nel 2018 come consulenti alla sicurezza, pagandoli ben 500.000 dollari. In cambio, Fruman e Parnas avrebbero aiutato Giuliani a trovare informazioni in Ucraina che avrebbero potuto danneggiare gli avversari politici di Trump. Giuliani li inviò in Ucraina espressamente per trovare qualsiasi cosa potesse essere utile per danneggiare sia Robert Mueller che Joe Biden e la sua campagna presidenziale.
Nello stesso periodo di tempo, sia Fruman che Parnas erano stipendiati da Dmytro Firtaš, oligarca ucraino che l'FBI considera legato sia al crimine organizzato russo che direttamente al Cremlino (nonché molto influente sul governo ucraino durante le presidenze di Viktor Juščenko e di Viktor Janukovyč), nonché sotto indagine per corruzione da parte delle autorità giudiziarie federali statunitensi e che attualmente risiede in Austria. Firtaš aveva assunto anche i servizi di Joseph diGenova e di Victoria Toensing, una coppia di avvocati legati a Giuilani e Trump e che spesso vengono invitati da Fox News per promuovere accuse e teorie cospirazioniste nei confronti dell'Ucraina. È emerso che i due avvocati si sono incontrati con il procuratore generale William Barr ed altri funzionari del Dipartimento di Giustizia allo scopo di convincerli a scagionare Firtaš.
Fruman e Parnas sono stati arrestati il 9 ottobre 2019 dalla procura federale di New York nell'ambito di alcune indagini riguardo a finanziamenti elettorali di natura illecita.

#### Ucraina
Il 20 settembre 2019 Roman Truba, capo della Procura generale ucraina, ha dichiarato al The Daily Beast che il suo ufficio non ha mai aperto un'indagine sugli affari del figlio di Joe Biden in Ucraina e che non ci sarebbero motivi per aprire una tale indagine. Sempre il The Daily Beast ha raccolto la testimonianza di Anton Herashchenko, uno dei consiglieri dell'attuale ministro degli interni ucraino Arsen Avakov. Herashchenko ha dichiarato che per aprire una tale indagine è necessaria una richiesta ufficiale da parte del governo statunitense, e non utilizzare un canale non ufficiale come Giuliani.
Il ministro degli esteri ucraino Vadym Prystaiko ha dichiarato alla testata giornalistica online Hromadske.TV che l'Ucraina è un paese indipendente e che non avrebbe preso parte alle contese politiche interne statunitensi neanche se "in teoria" fosse stata obbligata a farlo. Il 22 settembre il senatore democratico Chris Murphy (che in precedenza aveva avanzato l'ipotesi di una pressione esercitata da Trump nei confronti della presidenza ucraina), ha dichiarato che il presidente ucraino Zelens'kyj gli ha riferito di non aver avuto alcuna intenzione di farsi coinvolgere in nessuna competizione elettorale statunitense.
Il 24 settembre il diplomatico e politico ucraino Valentyn Nalyvaichenko (ex capo dei Servizi di sicurezza ucraini nel biennio 2014-2015) ha dichiarato al The Daily Beast che le autorità ucraine dovrebbero riaprire delle indagini a carico di numerosi individui e società, fra cui la Burisma (la holding che vede il figlio di Biden nel suo consiglio di amministrazione), il capo della campagna elettorale di Trump Paul Manafort, Larry King (ex presentatore televisivo) e l'ex procuratore generale Yuriy Lutsenko. Larry King viene nominato perché il suo nome (insieme a quello di Paul Manafort) è finito in una "lista nera" di possibili beneficiari di pagamenti in nero trovati durante le indagini ucraine che attualmente stanno scavando sul governo filo-russo di Viktor Janukovyč. Nalyvaichenko ha accusato l'ex procuratore Lutsenko di essersi messo in contatto con uomini legati a Donald Trump per "vendetta".
Lo stesso giorno in cui è stata resa pubblica la trascrizione della telefonata del 25 luglio, ovvero il 25 settembre 2019, sia Trump che Zelens'kyj hanno tenuto una conferenza stampa congiunta presso le Nazioni Unite (entrambi vi si trovavano nell'ambito di una seduta dell'Assemblea generale). In tale sede Zelens'kyj ha dichiarato ai giornalisti: "Penso che abbiamo fatto una buona chiacchierata. Abbiamo parlato di molte cose. Quindi, penso, e lo avete letto, che nessuno mi abbia fatto pressioni". Il giorno successivo lo stesso presidente ucraino ha ribadito che Trump non ha esercitato su nessuno alcuna pressione e che da parte ucraina non è stata fatta alcuna promessa e infine che il nuovo procuratore generale Ruslan Riaboshapka (il cui nome è stato fatto dal presidente ucraino durante il colloquio telefonico con Trump) avrebbe agito senza alcun pregiudizio. Infine, il 30 settembre 2019, Zelens'kyj ribadisce la sua posizione, affermando inoltre di aver saputo del blocco degli aiuti militari statunitensi soltanto successivamente alla telefonata del 25 luglio. "Non abbiamo parlato di ciò. Non c'è stato nessun ricatto".
Tuttavia, il 3 ottobre il The New York Times ha pubblicato un articolo in cui si racconta che l'ambasciatore statunitense presso l'Unione Europea, Gordon Sondland, e l'inviato speciale per la questione ucraina, Kurt Volker, avrebbero addirittura preparato una dichiarazione scritta da far firmare a Zelens'kyj, nella quale quest'ultimo si sarebbe dovuto impegnare a far aprire indagini nei confronti della Burisma e sul sospetto coinvolgimento ucraino nel tentativo di influenzare le presidenziali 2016 per favorire Hillary Clinton.

## Processo diimpeachment
Il processo per l'impeachment di Donald Trump, presidente in carica degli Stati Uniti, è iniziato al Senato il 16 gennaio 2020, e si è concluso con la sua assoluzione il 5 febbraio. Dopo un'inchiesta svoltasi tra settembre e novembre 2019, il presidente Trump è stato dichiarato oggetto di impeachment da parte della Camera dei Rappresentanti il 18 dicembre 2019, con gli articoli di impeachment che accusano il presidente Trump di abuso di potere e di ostruzione al Congresso. È stato il terzo processo d'impeachment di un presidente degli Stati Uniti, preceduto da quelli di Andrew Johnson e Bill Clinton.
La maggioranza repubblicana ha votato il 21 gennaio per respingere 11 emendamenti proposti dai Democratici i quali chiedevano d'introdurre le testimonianze di funzionari presenti e passati della Casa Bianca, e la documentazione che non era stata fornita agli investigatori dall'amministrazione Trump. L'accusa ha presentato le sue argomentazioni di apertura il 22-24 gennaio e la difesa ha presentato le sue il 25-28 gennaio. A questo è seguito un periodo di domande, risposte e dibattiti. Il 31 gennaio, una maggioranza di 51 senatori repubblicani ha votato contro l'autorizzazione di citazioni in giudizio per chiamare testimoni o documenti.
Il 5 febbraio 2020 il Senato ha assolto Trump da entrambe le proposte di impeachment, poiché nessuna delle due aveva ottenuto il sostegno della maggioranza dei due terzi dei senatori. 52 senatori repubblicani hanno votato contro l'accusa di abuso di potere, mentre Mitt Romney ha votato a favore; tutti i 53 senatori repubblicani hanno votato contro l'accusa di ostruzione al Congresso; entrambe le accuse hanno avuto il sostegno di tutti i 48 senatori democratici.

## Secondo tentativo
Il secondo tentativo dell'impeachment è iniziato dopo l'assalto al Campidoglio nel 2021. Per la storia è la prima volta che Il Presidente degli Stati Uniti venga accusato per due volte in carica.